# Albanische Badmintonnationalmannschaft
Die albanische Badmintonnationalmannschaft repräsentiert Albanien in internationalen Badmintonwettbewerben. Es gibt separate Nationalmannschaften für Junioren, Damen, Herren und gemischte Teams, wobei bisher lediglich die Junioren international in Erscheinung traten. Das Nationalteam repräsentiert die Federata Shqiptare e Badminton, welche erst im Jahr 2005 gegründet wurde.

## Balkanmeisterschaft
U19
| Jahr | Resultat     |
| ---- | ------------ |
| 2016 | Gruppenphase |

U15
| Jahr | Resultat     |
| ---- | ------------ |
| 2013 | Gruppenphase |
| 2014 | Gruppenphase |

## Nationalspieler
Herren
- Antoni Kaso
- Teodor Rrapo
- Kostika Stoja

Frauen
- Esta Drenesku
- Joana Pili
- Sindi Xhengo